# إطار (تربية النحل)

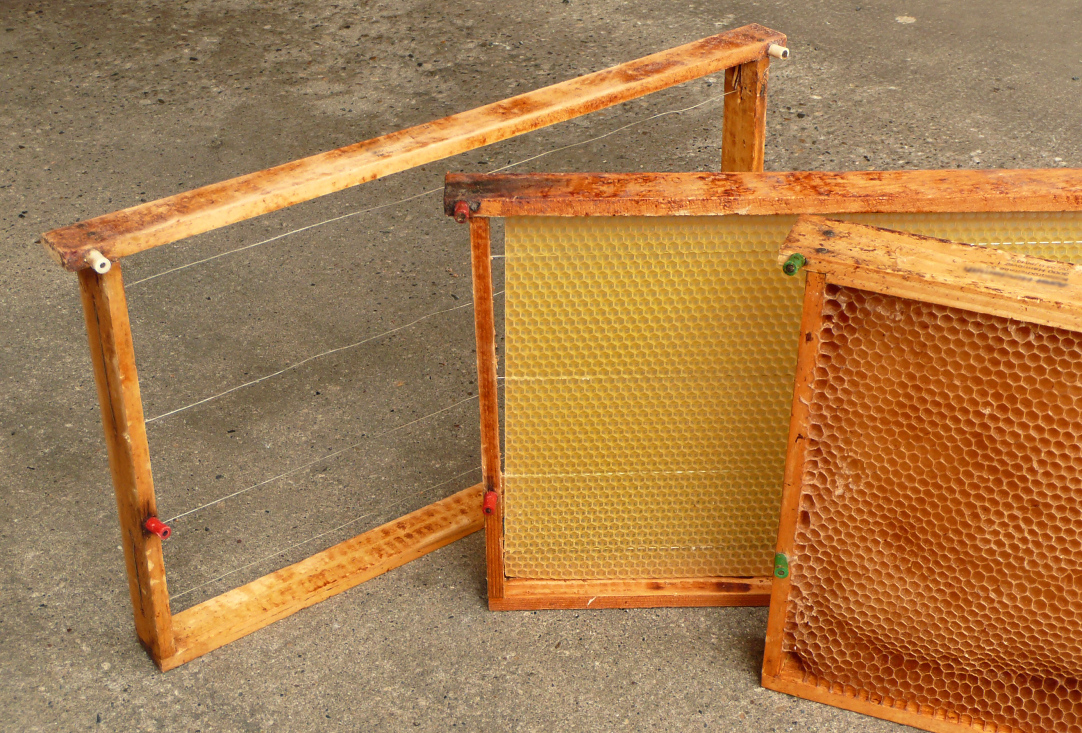
إطارات خشبية لإنتاج العسل

الإطار (ملاحظة 1) في تربية النحل هو عنصر إنشائي في خلية النحل ويصنع غالباً من الخشب، ويقوم بحمل قرص العسل داخل عش النحل الموضوع في صندوق. تعد الإطارات من العناصر المهمة القابلة للحركة التي يستخدمها النحالون في إنتاج العسل بالأساليب الحديثة، حيث تسكن فيها طرود النحل.